# Božidar Kunc
Božidar Kunc (Zagreb, 18. lipnja 1903. – Detroit, Michigan, 1. travnja 1964.) bio je hrvatski skladatelj i pijanist. Kunc je studirao na glazbenoj akademiji u Zagrebu. Od 1951. radio je kao učitelj u New Yorku. Skladao je dvije uvertire, djela za glasovir i dva violinska koncerata, djela komorne glazbe, kantate i pjesme. Bio je brat poznate hrvatske sopranistice Zinke Kunc Milanov. Umjetničkoj ostavštini Božidara Kunca pripada u pluralitetu stilskih pravaca hrvatske glazbe 20. stoljeća posebno mjesto.
Kao skladatelj izrazite osobnosti i izvornoga nadahnuća, svoj je jedinstveni stil gradio u doba kad je u hrvatskoj glazbenoj tvorbi prevladavao novonacionalni smjer, stoga je poticaje gdjekad nalazio u folkloru, stilizirajući obilježja ili dočaravajući ugođaj Međimurja, Zagorja, Slavonije. Međutim, stilski se poglavito razvijao pod utjecajem francuskoga impresionizma, posebno Debussyja, te ga se drži hrvatskim skladateljem s ponajviše impresionističkih značajka.

## Životopis
Božidar Kunc rođen je 18. srpnja 1903. u Zagrebu kao četvrto dijete knjigovođe Rudolfa Kunca (1867. – 1932.), potomka obitelji Kunz van der Rosen iz Graza, i Ljubice Smičiklas (1873. – 1936.). Uz Božidara jedino je Mira Tereza Zinka (17. svibnja 1906. – 30. svibnja 1989.), kasnije čuvena operna pjevačica, doživjela zrelu dob.
Božidar je odrastao u glazbenom ozračju koje je poticao muzikalni otac (svirao je violončelo i pjevao) koji mu je i pružio primjereni glazbeni odgoj. Počeo je skladati u dobi od dvanaest godina, a od osamnaeste godine života radi to sustavno i kontinuirano. Premda je 1926. apsolvirao četverogodišnji studij prava, težište je njegova zanimanja glazba koju je studirao na Muzičkoj akademiji opredijelivši se za dva područja koja će ga zaokupljati čitava života: pijanizam i skladateljstvo. Diplomski ispit iz glasovira položio je 27. lipnja 1925. u klasi Svetislava Stančića, a diplomu iz skladateljstva stekao je 25. lipnja 1927. kod Blagoja Berse.
Na diplomskom koncertu 23. lipnja iste godine Božidar je nastupio kao skladatelj i pijanist izvodeći vlastite glasovirske skladbe i kao pratitelj sestre Zinke i violinista Ljerka Spillera. Neposredno nakon diplome počinje njegova bogata koncertantna i skladateljska karijera. Već 29. lipnja 1927. Zagrebačka filharmonija izvodi koncert posvećen njegovim djelima (Idila, kantata Na Nilu, Sonata za violončelo i glasovir), a iduće godine dobiva za svoj violinski koncert prestižnu međunarodnu Nagradu Zlatko Baloković.
Od 1929. Kunc djeluje i kao pedagog, podučavajući glasovir na Muzičkoj akademiji i korepetirajući pjevače. Desetak godina bio je i voditelj Opernog studija (1941. – 1951.).
Tridesetih godina Kunc bilježi nove međunarodne uspjehe na europskim festivalima: na međunarodnom festivalu u Dresdenu, 1934., Staatskapelle izvodi njegov Glasovirski koncert u h-molu sa skladateljem kao solistom (isto je djelo, 7. ožujka 1954., izveo Filadelfijski orkestar pod ravnanjem Eugènea Ormandyja); slijede zapažene izvedbe u Karlovim Váryma, Frankfurtu na Majni i Pragu. Uzlaznu putanju tih uspjeha prekida Drugi svjetski rat. Kunc tih godina i dalje sklada, a nakon završetka rata nastupa diljem Hrvatske i tadanje Jugoslavije kao solist i pratitelj pjevača, često i u improviziranim uvjetima.
Sudbonosna prekretnica u Kuncovu životu bila je 1951. godina kada je odlučio slijediti svoju sestru Zinku (tada Milanov) u Sjedinjene Američke Države. Prisna povezanost sa sestrom, tada već proslavljenom opernom primadonom, ali i nada u vlastitu međunarodnu karijeru (uz svijest o svom rubnom položaju u komunističkom jugoslavenskom režimu) – sve je to utjecalo na Kuncovu odluku. On se ubrzo uključio u koncertne turneje sa Zinkom, a trajno je ostao i njezin korepetitor za sve vrijeme njezina angažmana u Metropolitan operi. U okviru Zinkinih koncerata Kunc je svirao i kao solist, izvodeći najčešće vlastite skladbe. Ipak, njegovi su nastupi ostali u sjeni sestrine umjetnosti, a niti kao skladatelj nije uspio ostvariti onaj prodor na svjetsku skladateljsku scenu koji je očekivao.
Odlaskom u SAD bitno su se izmijenile vanjske okolnosti Kuncova života. Novi, u suštini nesigurni glazbenički status prisiljava ga, slično kao i tolike druge prije njega (među njima, npr. i Bélu Bartóka), na bitku za golu egzistenciju. Raspon njegove djelatnosti širok je i zato uzrok trajnom stresu.
Iz godine u godinu Kunc poduzima brojne turneje sa Zinkom po Sjedinjenim Američkim Državama i Europi, svira na dobrotvornim koncertima i snimanjima, korepetira pjevače i prati ih na nastupima, muzicira u četveroručnom sastavu, a izvodi i dionice čeleste i triangla u orkestru Metropolitan opere. Dragocjeno vrelo prihoda bili su i satovi korepeticije u baletnoj školi Mije Čorak Slavenske (premda je taj posao doživljavao kao nedostojan svog pijanističkog ranga).
S dijelom prijatelja iz Zagreba i dalje održava kontakte, a njima se u Americi pridružuju i novi. Uz svestran i intenzivan umjetnički angažman posljednje su godine njegova života otežane i osobnim lutanjima i krizama. Nakon braka s Karlom r. Račić (kasnije udatom Cizelj) koja je do smrti čuvala njegovu zagrebačku umjetničku ostavštinu (danas u Hrvatskom glazbenom zavodu), i američke bračne veze s bolničarkom Ruth Higgins iz koje je potekao sin Douglas, Kunc je 1959. upoznao DeEldu Fiebelkorn (r. 1923.) i u braku s njom, uz kćerkicu Ivanu Joy,  našao sreću i umjetničko nadahnuće.
Posljednji nastup Božidara Kunca bio je u prepunoj Fordovoj dvorani u Detroitu, 1. travnja 1964. godine. Detroitski simfonijski orkestar kojim je ravnao Sixten Ehrling izvodio je, uz Zinkino sudjelovanje, djela međunarodnog i hrvatskog repertoara. U žarištu ove dobrotvorne priredbe bila je izvedba Kuncova Glasovirskog koncerta u h-molu sa skladateljem kao solistom. Neposredno nakon koncerta Kunc je umro, pogođen srčanim udarom.
Prijatelji ga pamte kao živahnog, uvijek susretljivog i duhovitog čovjeka i genijalnog improvizatora.

## Glazbeno stvaralaštvo
Opsežni opus Božidara Kunca obuhvaća sve glazbene vrste osim opere. U žarištu njegova zanimanja je glasovir kojem je posvetio četiri sonate i oko 90 drugih skladbi (programni ciklusi, bagatele, nokturni, preludiji, tokate, stilizirani plesovi, glazba za djecu i o djeci). Glasovir je os Kuncovih komornih radova koji dijelom pripadaju klasičnoromantičkim komornim sastavima (violinska sonata, sonata za violončelo i glasovir, glasovirski kvartet i kvintet), a dijelom su kraće skladbe. Ponekad mu skladatelj povjerava ulogu protagonista u djelima posebnih sadržaja kao što su Dva poglavlja iz knjige o Jobu, Dvije plesne improvizacije, Tri epizode za glasovir i gudački orkestar, Baletna scena za dva glasovira i ciklus Za klavir i udaraljke. Kuncov omiljeni instrument razvija snažnu glazbenu energiju u blještavo orkestriranom, virtuoznom Prvom koncertu za glasovir i orkestar (drugi nije dovršen).
Intimni svijet Božidara Kunca otkrivamo navlastito u njegovim solo pjesmama. Ima ih četrdesetak na hrvatske i engleske tekstove, a djelomično su okupljene u cikluse. Njihova inventivna melodika izrasta iz prisnog skladateljeva odnosa prema vokalnosti, a istančani glasovirski part u mješovitoj je interakciji s vokalnom dionicom. Sjetimo se samo mladenačkih antologijskih popjevaka Zima (Antun Branko Šimić) i Smrt karnevala (Miroslav Krleža) te kasnog opusa De Elda's Love Songs na tekstove njegove supruge.
Kuncova mladenačka orkestralna djela (Idila i druga) kao i kantata Na Nilu s nepravom su pala u zaborav.
Božidar Kunc bio je svjestan svojih skladateljskih vrijednosti. Smatrao se "karikom u lancu velikih" pa je, želeći u Americi zaokružiti svoj opus, skladao sve do smrti intenzivno, često jedino noću. Njegova je skladateljska poetika koja se i u domovini distancirala od vladajućeg trenda, promjenom životnog okružja i susretom s međunarodnim repertoarom, dobila neka nova obilježja koja pozivaju na suzdržanost uz uvriježeno označavanje njegova glazbenog izričaja kao "impresionističkog" ili "postimpresionističkog".
Na takva razmišljanja navlastito potiče Kuncova harmonija koja se tijekom njegova stvaralačkog vijeka razvija prema proširenoj tonalitetnosti sukladno općem razvoju harmonijske misli. Ona je osnova istančanog i uvijek novog sloga njegovih djela u kojima se raskošni kolorit odmjenjuje s oporostima disonantnih sazvučja izrazito ekspresivnog dojma. U glasovirskom slogu Kunc razmiče dotadašnje granice zvučnosti specifičnim registriranjem, maštovitom pedalizacijom i novom, tipično "Kuncovskom" ornamentikom. No, istovremeno, on je sklon izrazitom melodijskom crtežu i preglednoj formalnoj dispoziciji što njegovim skladbama daje ravnovjesje i klasicističku jasnoću.
Karakteristične konstante Kuncova glazbenog izričaja su plesnost, slikovitost (programnost) i povremene diskretne folklorističke stilizacije.

## Djela (izbor)
- Idila za orkestar, op. 1
- Ver sacrum, ciklus za glasovir, op. 2
- Slobodne varijacije na vlastitu temu za glasovir, op. 3
- Tri kompozicije za violinu i klavir, op. 4
- Sonata za violoncello i klavir u D-duru, op. 5
- Na Nilu za sopran i orkestar, op. 7
- Koncert za violinu i orkestar u g-molu, op. 8
- Prva sonata u Des-duru za glasovir, op. 12
- Svečana uvertira za orkestar, op. 13
- Mlado lišće. Sedam kompozicija za klavir, op. 20
- Koncert za klavir i orkestar u h-molu, op. 22
- Predigra žalobnoj igri za orkestar, op. 25
- Druga sonata u Es-duru za glasovir, op. 27
- Tri kompozicije za violinu i klavir, op. 28
- Dva nokturna za glasovir, op. 32
- Aspiration za violinu i glasovir, op. 33
- Treća sonata u D-duru za glasovir, op. 34
- Kvintet u c-molu za dvije violine, violu, violončelo i glasovir, op. 35
- Capriccio u A-duru za glasovir, op. 38
- Uskrsno jutro u slavonskom selu za dva glasovira
- Pet valcera za glasovir, op. 39
- Triptihon za violončelo i orkestar, op. 40
- Sonatina za violinu i klavir u G-duru, op. 41
- Romanca u f-molu za glasovir, op. 42
- Četvrta sonata u As-duru za glasovir, op. 43
- Šest bagatela za glasovir, op. 44
- Rondo za violinu i klavir, op. 48
- Četiri preludija za klavir
- Odjeci djetinjstva za glasovir, op. 50
- Baletna scena za dva glasovira, op. 54
- Drugi koncert za violinu i orkestar u d-molu, op. 55
- In Retrospect. Šest skladbi za klavir solo, op. 56
- Tri epizode za glasovir i gudački orkestar, op. 58
- Pastoral Fantasy for Clarinet Solo, op. 59
- Soliloquy for Flute Solo, op. 61
- Dance for Oboe Solo, op. 62
- Buffoonery for Bassoon Solo, op. 63
- Little Pieces for Little People za glasovir
- Gleanings from the Old Country za glasovir, op. 66
- Impromptu za glasovir, op. 67
- Job in Desolation, iz Two Chapters from the Book of Job za glasovir, op. 68
- Minijature za glasovir, 1
- Popijevke. Songs, 1–2

## Vanjske poveznice
- LZMK / Hrvatska enciklopedija: Kunc, Božidar
- LZMK / Proleksis enciklopedija: Kunc, Božidar
- LZMK / Hrvatski biografski leksikon: Kunc, Božidar
- Discogs.com – Božidar Kunc (diskografija)